# علي أباد فخرود (فخرود)
علي أباد فخرود (بالفارسية: علی‌آباد فخررود) هي مستوطنة تقع في إيران في قسم فخرود الريفي. يقدر عدد سكانها بـ 31 نسمة بحسب إحصاء 2016.